# Roman Repilov
Roman Alexandrovich Repilov (né le 5 mars 1996 à Dmitrov) est un lugeur russe en activité.

## Palmarès

### Championnats du monde
- médaille d'or en individuelle en 2020.
- médaille d'or en sprint en 2020.
- médaille d'argent en individuelle en 2017.
- médaille d'argent en sprint en 2017.
- médaille de bronze en par équipe en 2017.

### Coupe du monde
- 2 gros globe de cristal en individuel : 2017 et 2020.
- 3 petits globe de cristal en individuel : 
  - Vainqueur du classement sprint en 2017, 2019 et 2020.
- 30 podiums individuels : 
  - en simple : 5 victoires, 11 deuxièmes places et 5 troisièmes places.
  - en sprint : 4 victoires et 5 deuxièmes places.
- 3 podiums en relais : 1 deuxième place et 2 troisièmes places.

#### Détails des victoires en Coupe du monde
| Édition   | Piste                                | Total |
| 2016-2017 | Park City Sigulda (sprint) Altenberg | 3     |
| 2017-2018 | Lake Placid Sigulda (sprint)         | 2     |
| 2018-2019 | Lake Placid (sprint)                 | 2     |
| 2019-2020 | Lake Placid (sprint) Whistler        | 2     |

### Championnats d'Europe de luge
- Médaille d'argent en simple en 2016 et 2019.
- Médaille de bronze en simple en 2018 et 2020.
- Médaille de bronze en relais mixte en 2016 et 2022.